# Sad!
Sad! is een nummer van de Amerikaanse rapper XXXTentacion uit 2018. Het is de eerste single van zijn tweede studioalbum ?.
In "Sad!" zegt XXXTentacion dat hij bang is dat zijn relatie klapt, en daardoor in een depressie is geraakt die zelfs zo erg is dat hij zelfmoord overweegt als zijn vriendin hem daadwerkelijk verlaat. Daarnaast gaat het nummer ook over andere  dingen waar de rapper mentaal mee worstelt, en dingen uit zijn verleden waar hij spijt van heeft. XXXTentacion kwam altijd openlijk uit voor zijn mentale worstelingen. 
"Sad!" werd, postuum, wereldwijd de grootste hit voor XXXTentacion. Rond het moment dat hij overleed, bereikte de plaat de eerste positie in de Amerikaanse Billboard Hot 100. In de Nederlandse Top 40 kwam het tot de 16e positie, en in de Vlaamse Ultratop 50 tot de 15e.